# Michel Ettore
Michel Ettore (sinh ngày 14 tháng 10 năm 1957) là cựu cầu thủ bóng đá Pháp từng chơi ở vị trí thủ môn.

## Sự nghiệp thi đấu
Ông dành phần lớn sự nghiệp thi đấu cho câu lạc bộ FC Metz.